# Davies Top
Der Davies Top ist ein 2360 m hoher, markanter und isolierter Berg im nördlichen Palmerland auf der Antarktischen Halbinsel. Er ragt auf der Westseite des Wakefield Highland nahe dem Kopfende des Lurabee-Gletschers auf.
Luftaufnahmen entstanden am 22. Dezember 1947 bei der US-amerikanischen Ronne Antarctic Research Expedition (1946–1947). Der Falkland Islands Dependencies Survey (FIDS) führte im November 1960 Vermessungen des Berges durch. Das UK Antarctic Place-Names Committee benannte ihn 1962 nach Antony Graham Davies (* 1934), Arzt des FIDS auf Horseshoe Island und Stonington Island im Jahr 1960.